# Vincent Crampont
Vincent Crampont (Charleroi, 30 maart 1974) is een Belgisch politicus voor de PS.

## Biografie
Van opleiding brandweerman, werkte Crampont van 1996 tot 2019 als brandweerman-ambulancier voor de brandweerzone Thuin. Daarnaast was hij van 1997 tot 2024 dienstverantwoordelijke voor het gemeenschappelijke gezondheidscentrum CHU Charleroi-Chimay.
Hij engageerde zich in de politiek voor de PS en werd in 2001 voorzitter van de PS-afdeling in Thuin. In oktober 2006 werd Crampont met een goede persoonlijke score verkozen tot gemeenteraadslid van de stad en twee maanden later, in december 2006, trad hij toe tot het schepencollege onder leiding van burgemeester Paul Furlan, als schepen van Handel, Werk, Stedenbouw en Ruimtelijke Ordening. Na de aanstelling van Philippe Blanchart tot waarnemend burgemeester vanwege Furlans benoeming tot Waals minister, volgde Crampont Blanchart in juli 2009 op als eerste schepen, met de bevoegdheden Onderwijs, Cultuur, Jeugd en Gezin. Tijdens het ministerschap van Furlan werkte Crampont tot 2014 eveneens als deskundige op diens kabinet.
Na de gemeenteraadsverkiezingen van oktober 2012 bleef Crampont schepen van Thuin, belast met Openbare Werken, Netheid en Leefmilieu. Zes jaar later, in december 2018, werd hij schepen van Ruimtelijke Ordening, Stedenbouw, Stadsvernieuwing en Toerisme. In mei 2020 werd hij vervolgens OCMW-voorzitter en schepen van Sociale Zaken, Gezondheid en Ouderen. Deze functie bleef Crampont uitoefenen tot in december 2024, waarna hij als gemeenteraadslid op de oppositiebanken belandde.
In juni 2024 stelde Crampont zich voor het eerst kandidaat bij bovenlokale verkiezingen, als tweede opvolger op de PS-lijst in het arrondissement Charleroi-Thuin voor de Waalse verkiezingen. Sinds december 2024 zetelt hij in het Waals Parlement en het Parlement van de Franse Gemeenschap als opvolger van Mourad Sahli, die burgemeester werd in Chapelle-lez-Herlaimont.